# Francesca (Vorname)
Francesca [franˈt͡ʃɛska] ist die weibliche Variante des Vornamens Francesco und kann adäquat zur männlichen Namensform als weibliches Adjektiv im mittelalterlichen Italienisch auch die französische Landesherkunft ausdrücken. Die deutsche Namensform lautet Franziska. Eine Kurzform des Namens ist Fran und auch Franci. 

## Bekannte Namensträgerinnen
- Francesca Albanese (* 1977), italienische Rechtswissenschaftlerin und UN-Sonderberichterstatterin
- Francesca Yardenit Albertini (1974–2011), deutsche Religionswissenschaftlerin
- Francesca Annis (* 1944), britische Schauspielerin
- Francesca Arundale (1847–1924), englische Freimaurerin und Theosophin
- Francesca Baruzzi Farriol (* 1998), argentinische Skirennläuferin
- Francesca Bertini (1892–1985), italienische Filmschauspielerin
- Francesca Bria (* 1977), italienische Wirtschafts- und Sozialwissenschaftlerin
- Francesca Caccini (1587–1640), italienische Sängerin und Komponistin
- Francesca Carbone (* 1968), ehemalige italienische Sprinterin
- Francesca Civerchia (* 1977), san-marinesische Politikerin
- Francesca Cuzzoni (1696–1770), italienische Sopranistin, Händel-Interpretin
- Francesca Dellera (* 1965), italienische Filmschauspielerin
- Francesca Eastwood (* 1993), US-amerikanische Schauspielerin
- Francesca Farago (* 1993), kanadische Influencerin und Reality-TV-Darstellerin
- Francesca Gregorini (* 1968), italienisch-US-amerikanische Regisseurin, Drehbuchautorin und Filmproduzentin
- Francesca Habsburg-Lothringen (* 1958), schweizerisch-österreichische Kunstexpertin, Kunstvermittlerin, Sammlerin und Mäzenin
- Francesca Halsall (* 1990), britische Schwimmerin
- Francesca Hilton (1947–2015) war eine US-amerikanische Schauspielerin, Komödiantin und Autorin
- Francesca Lé (* 1970), US-amerikanische Pornodarstellerin
- Francesca Lubiani (* 1977), italienische Tennisspielerin
- Francesca Martinelli (* 1971), italienische Skibergsteigerin
- Francesca Melandri (* 1964), italienische Schriftstellerin
- Francesca Mele (* 1964), italienische Malerin und Grafikerin
- Francesca Michielin (* 1995), italienische Popsängerin
- Francesca Neri (* 1964), italienische Schauspielerin und Produzentin
- Francesca Pflüger (* 1958), deutsche Rennreiterin
- Francesca Pianzola (1897–?), Schweizer Leichtathletin
- Francesca Piccinini (* 1979), italienische Volleyballspielerin
- Francesca Pomeri (* 1993), italienische Wasserballspielerin
- Francesca Reale (* 1994), US-amerikanische Schauspielerin
- Francesca Rettondini (* 1971), italienische Schauspielerin
- Francesca da Rimini (1255–1285), Tochter von Guido da Polenta aus Ravenna
- Francesca Romana D’Antuono, italienische Politikerin bei Volt Europa
- Francesca Scanagatta (1776–1865), österreichischer Offizierin
- Francesca Schiavone (* 1980), italienische Tennisspielerin
- Francesca Schinzinger (1931–1995), deutsche Wirtschafts- und Sozialhistorikerin
- Francesca Trivellato (* 1970), italienische Historikerin, Professorin und Buchautorin
- Francesca Weil (* 1962), deutsche Historikerin
- Francesca Woodman (1958–1981), US-amerikanische Fotografin

Zwischenname
- Jane Francesca Elgee (1821–1896), irische Schriftstellerin und Mutter von Oscar Wilde
- Maria Francesca Rossetti (1827–1876), britische Autorin
- Maria Francesca Tiepolo (1925–2020), Leiterin des Staatsarchivs Venedig
- Sally Francesca Hayfron (1931–1992), Politikerin in Simbabwe und Präsidentengattin